# Sarah Darwin

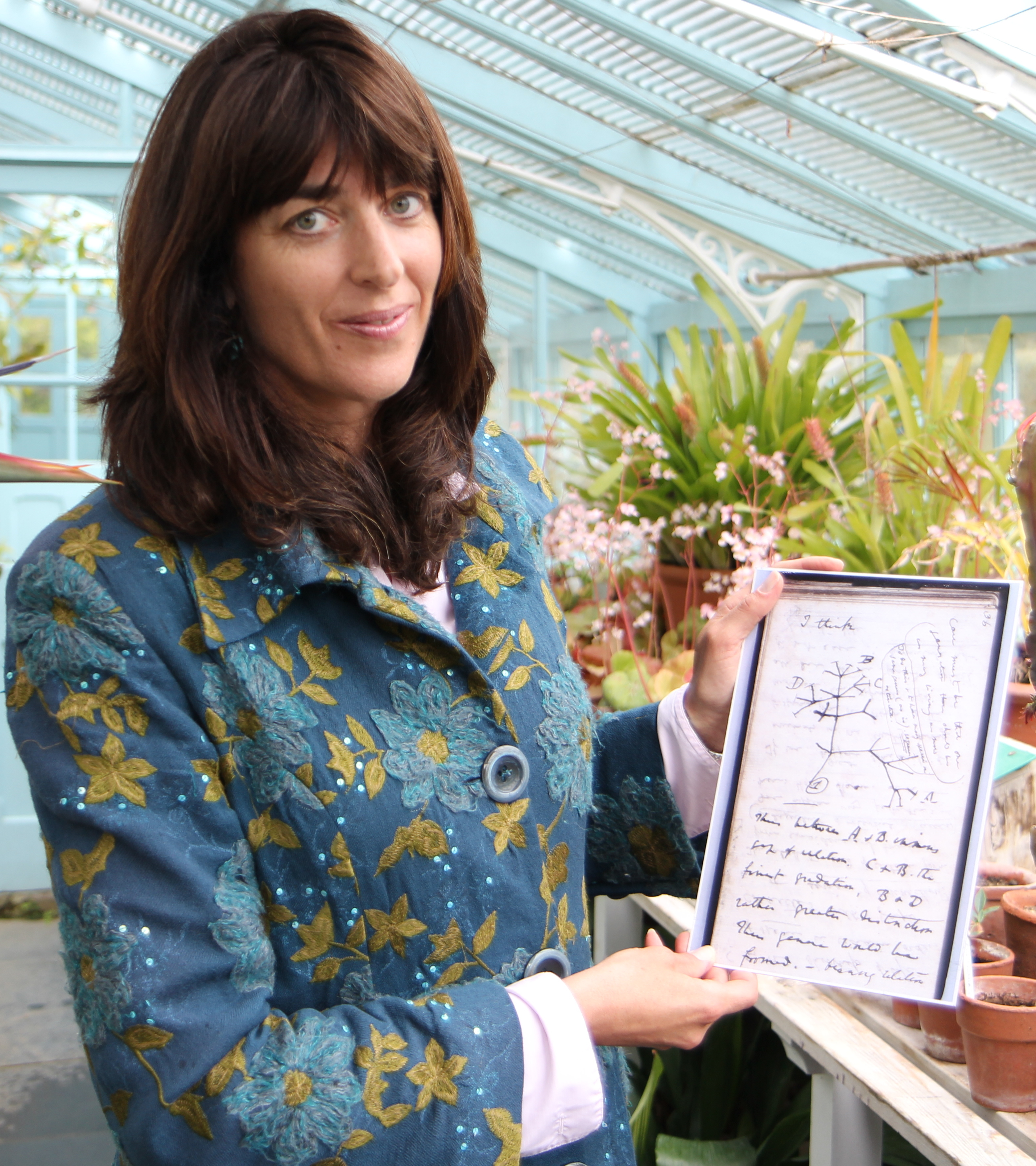
Sarah Darwin in 2012 met een afbeelding van een aantekening en schets van Charles Darwin waarin hij zijn ideeën over evolutie samenvat (Foto Magnus Sjöström).

Sarah Catherine Darwin (Londen 14 april 1964) is een Britse botanicus. Ze is de dochter van George Erasmus Darwin, een metallurg, en Shuna Service. Ze heeft twee oudere broers, Robert George Darwin (1959) en de natuurbeschermer Chris Darwin (1961). Ze stamt af van Charles Darwin via Charles' zoon George Howard Darwin (1845-1912), zijn zoon William Robert Darwin (1894-1970), een effectenmakelaar, en Sarah Monica Slingsby waren de ouders van George Erasmus Darwin (1927-).
Sarahs eerste bezoek aan de Galapagoseilanden was in 1995 tijdens een vakantie met haar ouders en broer. Ze bleef achter om botanische illustraties te vervaardigen voor een veldgids over de eilanden. Ze is ambassadeur van de organisatie Galapagos Conservation Trust.
Ze behaalde in 1999 een Bachelor of Science (BSc) in de Plantkunde bij de Reading University en een doctoraat aan het University College London in 2009. Haar proefschrift was getiteld The systematics and genetics of tomatoes on the Galápagos Islands. Ze promoveerde bij Sandy Knapp, James Mallet en Ziheng Yang.
Ze is sinds 2003 getrouwd met de Duitse botanicus Johannes Vogel, voormalig Keeper of Botany in het Natural History Museum en nu directeur-generaal van het Museum für Naturkunde in Berlijn, met wie ze twee zoons, Leo Erasmus Darwin Vogel (2003) en Josiah Algy Darwin Vogel (2005) heeft. Ze schreef in 2009 een voorwoord voor het boek Galapagos
Preserving Darwin's Legacy van Tui de Roy.
Zij verscheen in 2009-10 in de Nederlandse VPRO-televisieserie Beagle: In het kielzog van Darwin, waarin zij, met haar man en kinderen, samen met anderen, zoals Redmond O'Hanlon deelnam aan een reconstructie van Charles Darwins reis op de HMS Beagle aan boord van het zeilschip Stad Amsterdam. Ze woonde de Science & Technology Summit in het World Forum Convention Center bij in Den Haag op 18 november 2010, waarbij O'Hanlon ook een gast was.
- Author citation (botany): S.C.Darwin
- International Standard Name Identifier: 0000 0003 5787 4270
- Library of Congress Control Number: no2011161905
- Nederlandse Thesaurus van Auteursnamen: 336292783
- Virtual International Authority File: 187231501
- WorldCat: E39PBJpYtFhrfKgbXKGKPkYQMP